# Beletra Almanako
Beletra Almanako (« Almanach des belles lettres ») est une revue au format livre concernant la littérature en espéranto, lancée à l’automne 2007. Après trois premiers numéros, elle apparait régulièrement trois fois par an depuis 2009, en février, juin et octobre. Chaque numéro contient entre 120 et 180 pages. Le rédacteur en chef est Jorge Camacho et les autres corédacteurs sont Probal Dasgupta, István Ertl, ainsi que Tim Westover (eo) depuis le numéro 18.
L’éditeur est Ulrich Becker, de la maison d’édition Mondial (eo) à New York.

## Contenu
Beletra Almanako contient diverses rubriques, concernant la poésie en espéranto, la prose de fiction ou réelle, et d’autres consacrées aux essais, critiques, interviews, lettres, débats, etc. L’ensemble est soit originellement écrit en espéranto, soit en traduction vers la langue. En accord avec l’association mondiale d'espéranto (UEA), les œuvres récompensées lors du concours de belles-lettres de l’UEA (eo) apparaissent aussi dans Beletra Almanako.
Le matériel qui apparait dans la revue est écrit spécialement dans ce but, mais on y trouve également des textes de qualité qui ont déjà été publiés sur l’Internet mais pas encore en édition papier.

## Philosophie de la revue
Contrairement à une revue conventionnelle, il n’est pas nécessaire de s’abonner à l’avance à l’almanach ; il est possible de commander ou d’acheter un livre à l’unité. Beletra Almanako apparait en effet au format livre, et chaque numéro dispose d’un ISBN unique en plus de l’ISSN de la série. De fait, certains numéros sont disponibles à l’achat à l’unité, même sur des plateformes de téléchargement en ligne comme Google Play.
La maison d’édition Mondial propose toutefois la possibilité de s’abonner à plusieurs numéros à l’avance, comme toute autre revue.

## Apparition du périodique
Dans la présentation de la revue, écrite par Camacho lors du premier numéro, le panorama culturel de l’Espérantie présentait selon lui en 2007 des signes de stagnation :
« La revue Fonto (eo) s’est arrêtée. D’autres revues, comme La Ondo de Esperanto ou La Gazeto (eo), sont caractérisées par un lien fort avec une certaine région, un certain lieu ou une certaine personne. De son côté, Libera Folio reste sur l’Internet, bien qu’elle soit de plus consacrée à des sujets généraux sur le mouvement espéranto. »
Il était nécessaire, selon les initiateurs de Beletra Almanako, qu’une nouvelle revue littéraire internationale apparaisse. Toutefois, d’après eux, il n’était pas encore temps de lancer une revue papier mensuelle ou bimestrielle. Par suite, il a été décidé de publier Beletra Almanako au format livre.